# Malthonica bozhkovi
Malthonica bozhkovi là một loài nhện trong họ Agelenidae.
Loài này thuộc chi Malthonica. Malthonica bozhkovi được miêu tả năm 2008 bởi Deltshev.